# Aaron Jakubenko
Aaron Jakubenko (ur. 8 grudnia 1988 w Melbourne) – australijski aktor filmowy i telewizyjny pochodzenia ukraińsko-niemieckiego.

## Filmografia

### Filmy
- 2010: The Ballad of Des & Mo jako Evil (Zły)
- 2011: Underbelly Files: The Man Who Got Away jako urzędnik
- 2012: Wieża (Tower of Ablutions) jako Burgess
- 2013: Blinder jako Dawson
- 2016: The Spirit of the Game jako Delyle Condie
- 2017: A Man for Every Month (TV) jako Scott

### Seriale TV
- 2012: Australia on Trial jako Hugh Miller
- 2012: Conspiracy 365 jako Yuri
- 2013: Spartakus: Wojna potępionych (Spartacus: War of the Damned) jako Sabinus
- 2013: Sąsiedzi (Neighbours) jako Robbo Slade
- 2014: The Doctor Blake Mysteries jako Jack Beazley
- 2016: Cesarstwo Rzymskie (Roman Empire) jako Kommodus
- 2016–2017: Kroniki Shannary (The Shannara Chronicles) jako Ander Elessedil